# The Seven
The Seven è un EP collaborativo dei rapper statunitensi Talib Kweli e Styles P, pubblicato nel 2017.

## Tracce
1. Poets and Gangstas – 4:24
2. Brown Guys – 2:31
3. Nine Point Five (featuring Sheek Louch, Jadakiss & Niko Is) – 4:55
4. In the Field – 5:01
5. Teleprompters (featuring Common & Little Vic) – 3:38
6. Let It Burn (featuring Rapsody & Chris Rivers) – 3:47
7. Last Ones – 5:15